# Триборид гептародия
Триборид гептародия — бинарное неорганическое соединение
родия и бора
с формулой Rh7B3,
кристаллы.

## Получение
- Сплавление стехиометрических количеств чистых веществ:

{\displaystyle {\mathsf {7Rh+3B\ {\xrightarrow {1140^{o}C}}\ Rh_{7}B_{3}}}}

## Физические свойства
Триборид гептародия образует кристаллы
гексагональной сингонии,
пространственная группа P 63mc,
параметры ячейки a = 0,7471 нм, c = 0,4777 нм, Z = 2,
структура типа гептаторийтрижелеза Fe3Th7
.
Соединение конгруэнтно плавится при температуре ≈1140°С.